# Летичівська селищна територіальна громада
Летичівська селищна територіальна громада — об'єднана територіальна громада в Україні, в Хмельницькому районі Хмельницької області. Адміністративний центр — селище Летичів.
Площа громади — 631,97 км², населення — 19 431 мешканець (2018).
Утворена 13 серпня 2015 року шляхом об'єднання Летичівської селищної ради та Голенищівської, Горбасівської, Гречинецької, Грушковецької, Козачківської, Кудинської, Майдан-Вербецької, Руднянської, Сахнівської, Снітівської, Сусловецької, Чаплянської, Ялинівської сільських рад Летичівського району.

## Населені пункти
До складу громади входять 45 населених пунктів — 1 селище і 44 села:
| Населений пункт       | Населення (2015) |
| --------------------- | ---------------- |
| Летичів               | 10500            |
| Суслівці              | 648              |
| Вербка                | 601              |
| Грушківці             | 590              |
| Новокостянтинів       | 560              |
| Голенищеве            | 533              |
| Гречинці              | 484              |
| Бохни                 | 464              |
| Козачки               | 454              |
| Горбасів              | 378              |
| Рудня                 | 312              |
| Копитинці             | 290              |
| Терлівка              | 282              |
| Снітівка              | 256              |
| Юрченки               | 240              |
| Попівці               | 239              |
| Чапля                 | 215              |
| Кудинка               | 214              |
| Майдан-Вербецький     | 212              |
| Марківці              | 200              |
| Майдан-Голенищівський | 198              |
| Ялинівка              | 196              |
| Рожни                 | 180              |
| Сахни                 | 179              |
| Іванинці              | 163              |
| Подільське            | 154              |
| Прилужне              | 142              |
| Білецьке              | 129              |
| Варенка               | 111              |
| Буцні                 | 99               |
| Лісо-Березівка        | 94               |
| Антонівка             | 82               |
| Малаківщина           | 64               |
| Лозни                 | 62               |
| Розсохувата           | 51               |
| Ревуха                | 49               |
| Москалівка            | 45               |
| Майдан                | 35               |
| Свічна                | 32               |
| Михунки               | 32               |
| Майдан-Сахнівський    | 18               |
| Розсохська Буда       | 17               |
| Нова Гута             | 15               |
| Анютине               | 14               |
| Новомиколаївка        | 5                |